# آسپیرینات مس
آسپیرینات مس (به انگلیسی: Copper aspirinate) با فرمول شیمیایی C36H28Cu2O16 یک ترکیب شیمیایی با شناسه پاب‌کم 92244 است. که جرم مولی آن 843.69g/mol می‌باشد. شکل ظاهری این ترکیب، بلورهای جامد آبی روشن است.